# Gudhem
Gudhem er en landsby i Falköping kommune i Västra Götalands län i landskabet Västergötland i Sverige. I 2010 havde landsbyen 427 indbyggere.
Stedet er berømt for ruinerne af Gudhems Kloster, der stammer fra 1100-tallet.